# Ľudmila Cervanová
Ľudmila Cervanová (* 15. Oktober 1979 in Piešťany, Tschechoslowakei) ist eine ehemalige slowakische Tennisspielerin. 

## Karriere
Cervanová, die am liebsten auf Sandplätzen spielt, begann im Alter von sieben Jahren mit dem Tennissport.
In ihrer Profikarriere gewann sie jeweils sieben Einzel- und Doppeltitel auf dem ITF Women’s Circuit.
Von 1999 bis 2004 spielte sie für die slowakische Fed-Cup-Mannschaft insgesamt sieben Partien. Ihre Bilanz im Einzel: 1:4; im Doppel hingegen konnte sie beide Partien gewinnen.

## Turniersiege

### Einzel
| Nr. | Datum          | Turnier         | Kategorie   | Belag             | Finalgegnerin        | Ergebnis      |
| --- | -------------- | --------------- | ----------- | ----------------- | -------------------- | ------------- |
| 1.  | September 1997 | Biograd na Moru | ITF $10.000 | Sand              | Katarina Srebotnik   | 6:4, 6:2      |
| 2.  | November 1997  | Campinas        | ITF $10.000 | Sand              | Ingrid Kurta         | 6:0, 6:0      |
| 3.  | Mai 1998       | Prešov          | ITF $10.000 | Sand              | Stanislava Hrozenská | 6:2, 6:0      |
| 4.  | Mai 1998       | Nitra           | ITF $10.000 | Sand              | Rita Kuti-Kis        | 5:7, 6:4, 7:6 |
| 5.  | Juni 1998      | Bytom           | ITF $25.000 | Sand              | Sophie Georges       | 6:3, 6:0      |
| 6.  | Juli 1998      | Vaihingen       | ITF $25.000 | Sand              | Sandra Klösel        | 6:2, 7:5      |
| 7.  | Oktober 2000   | Poitiers        | ITF $75.000 | Hartplatz (Halle) | Iva Majoli           | 4:6, 6:3, 6:2 |

### Doppel
| Nr. | Datum          | Turnier               | Kategorie   | Belag | Partnerin            | Finalgegnerinnen                       | Ergebnis          |
| --- | -------------- | --------------------- | ----------- | ----- | -------------------- | -------------------------------------- | ----------------- |
| 1.  | Juni 1996      | Doksy                 | ITF $10.000 | Sand  | Michaela Hasanova    | Nikola Hubnerova Michaela Paštiková    | 6:7, 7:6, 7:5     |
| 2.  | September 1996 | Zadar                 | ITF $10.000 | Sand  | Zuzana Váleková      | Blanka Kumbarova Petra Plackova        | 6:3, 6:4          |
| 3.  | Juni 1997      | Pilsen                | ITF $10.000 | Sand  | Zuzana Váleková      | Eva Krejčová Petra Raclavská           | 5:7, 6:1, 6:4     |
| 4.  | September 1999 | Otočec                | ITF $25.000 | Sand  | Andrea Šebová        | Syna Schreiber Melanie Schnell         | 6:3, 6:4          |
| 5.  | August 2002    | Saint-Gaudens         | ITF $50.000 | Sand  | Stanislava Hrozenská | Sarah Stone Samantha Stosur            | 7:65, 6:4         |
| 6.  | März 2003      | Castellón de la Plana | ITF $25.000 | Sand  | Stanislava Hrozenská | Rosa María Andrés Mariam Ramón Climent | 4:6, 6:3, 6:0     |
| 7.  | August 2008    | Wien                  | ITF $10.000 | Sand  | Katarina Marackova   | Laura-Ioana Paar Nikola Hofmanova      | 0:6, 6:3, [13:11] |